# Elmer Lach
Elmer Lach (født 22. januar 1918 - 4. april 2015) var en canadisk ishockeyspiller; han blev den første vinder af Art Ross-Trofæet efter sæsonen 1947-48.
- Wikimedia Commons har flere filer relateret til Elmer Lach